# مدام أنطوان
مدام أنطوان (마담 앙트완) مسلسل تلفزيوني كوري جنوبي من بطولة هان يي-سيول. عرض المسلسل على قناة جي تي بي سي في 22 كانون الثاني 2016.

## القصة
تدور القصة عن “جو هيو ريم” وهي قارئة طالع مشهورة تُعرف باسم “مدام أنطوان” وتُصر علي أنها مُتصلة روحياً ب “ماري أنطوانيتي”. لكن هذا الجزء كذبة، فهي قادرة علي قراءة الناس والرؤية خلال قصصهم بسبب ذكائها وحسها المرهف. كما أنها تحلم بقصة حب تُشبه التي بالأفلام. بعد ذلك تُصبح جزءاً من مشروع اختبار نفسي يُجريه الطبيب النفساني “تشوي سو هيون” الذي هدفه أن يُثبت أن الحب الحقيقي غير موجود. ومن قبيل الصدفة أن مركز العلاج النفسي خاصته يُسمي مدام أنطوان.

## روابط خارجية
- مدام أنطوان على موقع IMDb (الإنجليزية)
- مدام أنطوان على موقع كينوبويسك (الروسية)
- مدام أنطوان على موقع قاعدة بيانات الفيلم (الإنجليزية)